# Diatrypa longixipha
Diatrypa longixipha är en insektsart som beskrevs av Lucien Chopard 1929. Diatrypa longixipha ingår i släktet Diatrypa och familjen syrsor. Inga underarter finns listade i Catalogue of Life.